# Dicrurus megarhynchus
Il drongo del paradiso, noto anche come drongo della Nuova Irlanda o drongo coda a fiocco (Dicrurus megarhynchus (Quoy & Gaimard, 1832)) è un uccello passeriforme appartenente alla famiglia Dicruridae.

## Etimologia
Il nome scientifico della specie, megarhynchus, deriva dal greco ῥυγχος (rhynkhos/rhunkhos, "becco"), con l'apposizione del prefissoide mega, anch'esso di origine greca e dal significato di "grande", col significato globale quindi di "dal grande becco", in riferimento al largo becco.

## Descrizione

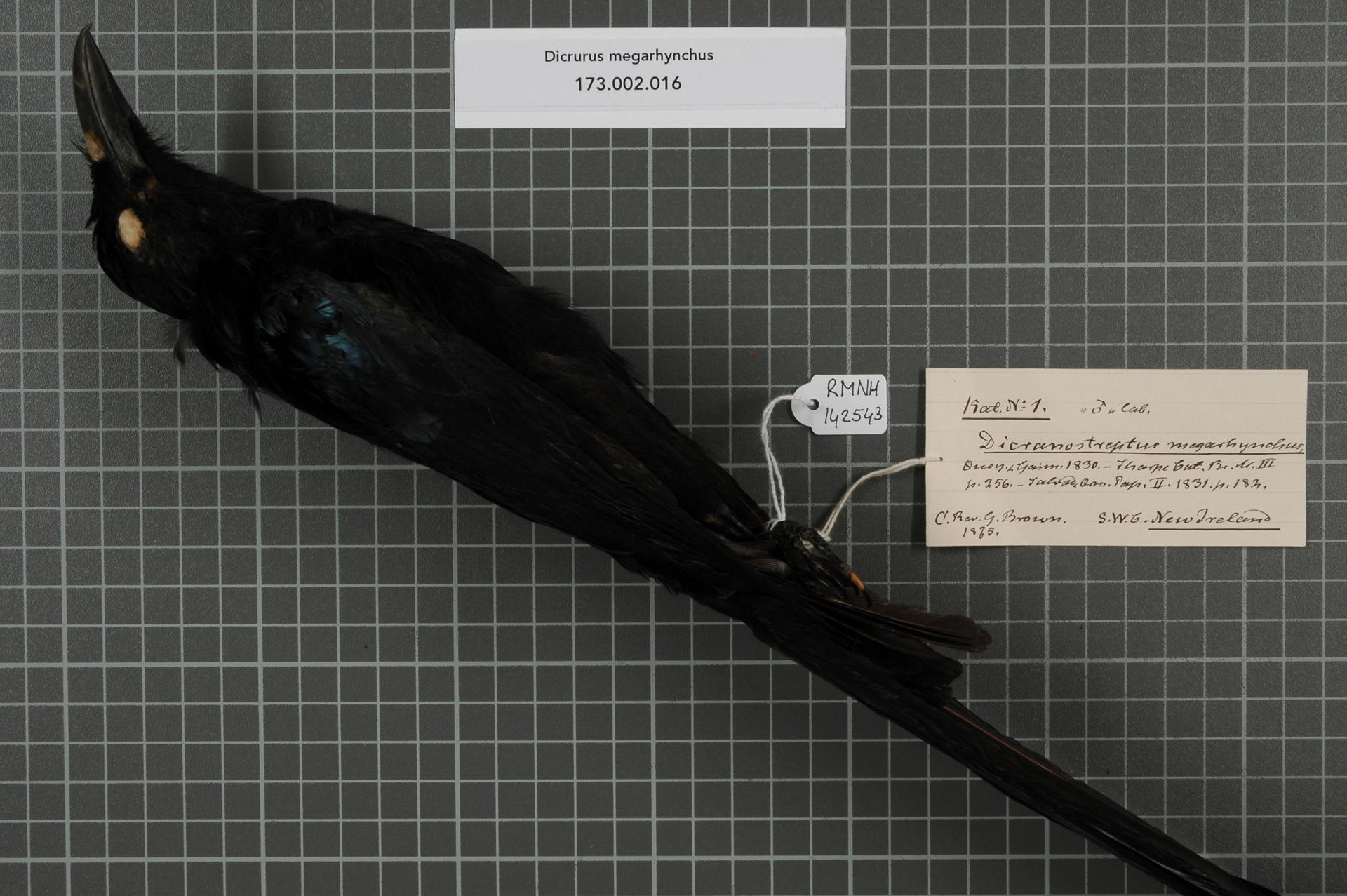
Veduta laterale di maschio impagliato.

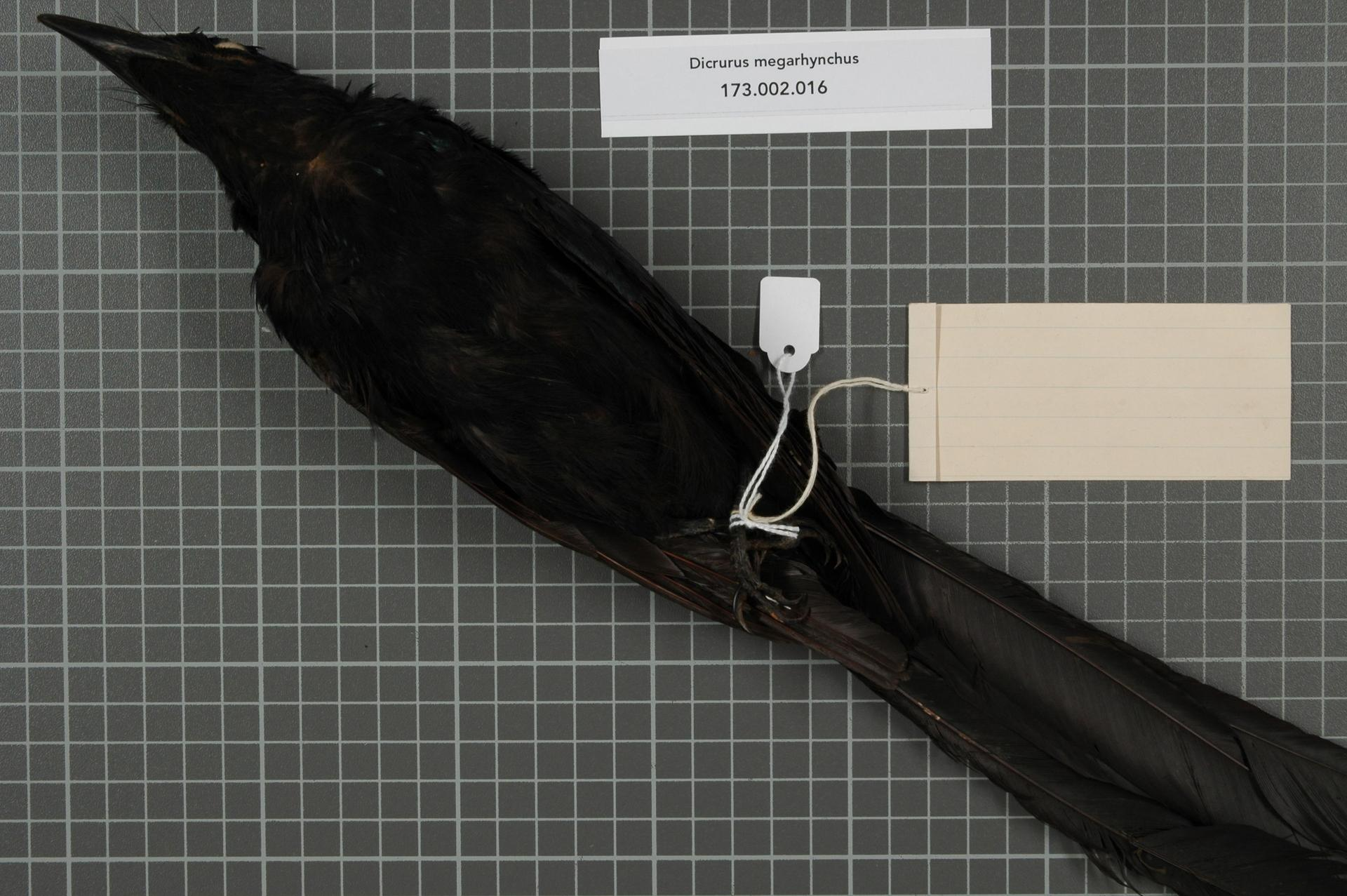
Veduta ventrale di maschio impagliato.

### Dimensioni
Misura 51-63 cm di lunghezza, per 129-130 g di peso: di questi, poco più la metà spetta alla lunga coda.

### Aspetto
Si tratta di uccelli dall'aspetto robusto e slanciato, muniti di grossa testa di forma arrotondata, becco conico e robusto piuttosto lungo, largo e lievemente ricurvo verso il basso, dalla punta adunca, zampe corte, lunghe ali digitate ed inconfondibile lunga coda con le due rettrici laterali allungate e nastriformi.
Il piumaggio si presenta interamente di colore nero lucido: ai lati di testa e collo e sulla parte superiore del petto, le penne presentano punta di colore azzurro chiaro brillante, mentre su copritrici e remiganti, fronte, vertice e coda sono presenti diffuse sfumature bluastre. Su petto, oltre che nell'area dorsale, il piumaggio assume riflessi metallici di colore purpureo, ben evidenti quando l'animale si trova nella luce diretta.

Il dimorfismo sessuale è evidente, con femmine che presentano coda biforcuta e dalle penne laterali solo lievemente allungate, oltre a mostrare colorazione meno brillante rispetto a quanto riscontrabile nei maschi.
Il becco e le zampe sono di colore nerastro: gli occhi sono invece di colore bruno-rossiccio.

## Biologia
Il drongo del paradiso è un uccello che vive da solo o in coppie e mostra abitudini di vita essenzialmente diurne.

Questi uccelli passano la maggior parte della giornata appollaiati su un ramo in osservazione dell'area circostante, tenendo d'occhio in tal modo sia la presenza di eventuali prede da cercare di catturare che di possibili intrusi da avvisare vocalmente ed eventualmente da scacciare aggressivamente.
Si tratta di uccelli piuttosto vocali, che comunicano tramite una grande varietà di richiami piuttosto melodiosi, che vanno da note flautate e nasali ad altre basse e gorgheggianti.

### Alimentazione
La dieta del drongo del paradiso è in massima parte insettivora, pur comprendendo sporadicamente piccoli vertebrati e materiale di origine vegetale.
Questi uccelli si procacciano il nutrimento in maniera simile alle averle: appollaiati su di un posatoio in evidenza, essi scrutano costantemente i dintorni, calando poi rapidamente sulle prede di passaggio. I dronghi del paradiso sono ottimi volatori, che catturano molte delle prede in volo: la maggior parte del cibo viene reperita fra i rami o il fogliame della canopia, mentre nelle aree montane del loro areale essi scendono senza grossi problemi al suolo per ghermire le potenziali prede.

### Riproduzione
Sebbene manchino informazioni riguardo alla riproduzione di questi uccelli, si ha motivo di ritenere che essa non differisca in maniera significativa, per modalità e tempistica, da quanto osservabile nelle altre specie di drongo.

## Distribuzione e habitat
Il drongo del paradiso è endemico della Nuova Irlanda, nell'arcipelago di Bismarck, della quale popola la foresta pluviale di pianura e pedemontana, anche se lo si osserva in alcune aree di foresta montana secondaria ben matura con ricca copertura di licheni epifiti.

## Tassonomia
Nell'ambito del genere Dicrurus, il drongo del paradiso risulta è strettamente imparentato col drongo piumato e soprattutto col drongo picchiettato.